# Rão Kyao
Rão Kyao es el nombre artístico de João Maria Centeno Gorjão Jorge (Lisboa), músico, compositor e intérprete portugués, famoso como intérprete de flauta de bambú y saxofón.

## Biografía
Se estrenó como intérprete de saxofón tenor a los 19 años habiendo sido inspirado por el Jazz en esa época: además de tocar en numerosos clubes lisboetas, tocó también en países como Dinamarca, España, Francia y Países Bajos. Fijó su residencia en Francia.
A finales de la década de 1970 partió para India, intentando redescubrir el eslabón perdido entre la música portuguesa y la música del oriente. Durante ese periodo, estudió música hindú y flauta bansuri. De esa experiencia, resultó el álbum Goa (1979), y nuevas sonoridades en su trabajo.
Su música crea un hilo conductor entre la tradición musical portuguesa y oriental transportándonos con su flauta de bambú y saxofón a ambientes de una gran espiritualidad con clara inspiración en la música india, árabe y china.
En 1983, lanzó el álbum Fado bailado, que vendría a ser el primer álbum portugués en llegar a disco de platino. En ese trabajo, interpretó al saxofón diversas obras de Amália Rodrigues, con la colaboración del maestro de la guitarra portuguesa António Chainho.
Al año siguiente editó el álbum Estrada da luz, que llegaría a hacerlo famoso a nivel nacional por sus interpretaciones con flauta de bambú.
En 1996 regresa al fado grabando el álbum en directo Viva o fado.
En 1999, compuso el himno oficial de la ceremonia de la transferencia de soberanía de Macao a China, habiendo grabado el álbum Junção, con la orquesta china de Macao. El tema Macao vendría a regresar a su obra en 2008, en el álbum Porto Interior, grabado en colaboración con la intérprete china Yanan.
En 2012 aceptó interpretar y grabar el disco Melodías Franciscanas en el que da todo el sonido de sus flautas a melodías de los Franciscanos de Portugal (OFM): composiciones de Mario Silva, Buenaventura y Saldanha Junior. En la grabación, realizada en la iglesia de Santa Teresa de Jesús (Lisboa), estuvo acompañado en el órgano por Renato Silva Júnior.

## Discografía
- Malpertuis (1976)
- Bambú (1977)
- Goa (1979)
- Ritual (1982)
- Live At Cascais (1980)
- Fado Bailado (1983)
- Macau O Amanhecer (1984)
- Estrada da Luz (1984)
- Oásis (1986)
- Danças de Rua (1987)
- O Som Mágico Da Flauta (1987)
- Viagens na Minha Terra (1989)
- Viva o Fado (1996)
- Delírios Ibéricos (1992) (en colaboración con Ketama)
- Águas Livres (1994)
- O Melhor De Rão Kyao (1997)
- Navegantes (1997)
- Junção (1999)
- Fado Virado a Nascente (2001)
- Porto Alto (2004)
- Melodias Franciscanas (2012)